# Radicipes spiralis
Radicipes spiralis är en korallart som först beskrevs av Nutting 1908.  Radicipes spiralis ingår i släktet Radicipes och familjen Chrysogorgiidae. Inga underarter finns listade i Catalogue of Life.